# Phyllanthus orbiculatus
Phyllanthus orbiculatus là một loài thực vật có hoa trong họ Diệp hạ châu. Loài này được Rich. miêu tả khoa học đầu tiên năm 1792.